# Dolo
Pour les articles homonymes, voir Dolo (homonymie).
Dolo [dɔlo]  est une ancienne commune française située dans le département des Côtes-d'Armor en région Bretagne, devenue, le 1er janvier 2016, une commune déléguée de la commune nouvelle du Jugon-les-Lacs - Commune nouvelle.

## Géographie
Dolo est située à l'est du département des Côtes-d'Armor, dans le pays de Dinan, au confluent des voies rapides RN 12 et RN 176.  
La superficie de la commune est de 1 188 hectares. L'altitude moyenne est d'environ 50 m. Quatre rivières la traversent : la Rosette, la Rosaie, la Rieule et l'Arguenon. L'étang du Lou, situé  à côté du manoir du Lou, est un site notable en Bretagne.

### Évolution du territoire
De 1793 au 1er avril 1973, les communes de Jugon, Lescouët-Jugon, Saint-Igneuc et Dolo sont autonomes. Le 1er avril 1973, Jugon-les-Lacs est créée par regroupement des communes de Jugon,  Lescouët-Jugon (22125) et Saint-Igneuc (22301), sous le régime juridique de la fusion-association défini par la loi du 16 juillet 1971. Le 1er janvier 2016, Jugon-les-Lacs - Commune nouvelle est créée en lieu et place des communes de Jugon-les-Lacs (22084) et de Dolo (22051), sous le régime juridique de la commune nouvelle (application de l'article 21 de la loi du 16 décembre 2010),. À partir du 1er janvier 2024, Jugon-les-Lacs - Commune nouvelle est renommée en Jugon-les-Lacs.
Avec l'absorption de Dolo, la superficie de Jugon-les-Lacs passe de 26,15 km2 à 38,03 km2.

## Toponymie
Le nom de la localité est attesté sous la forme Dolou en 1227 et Dollou en 1330.
Il peut être issu de l'anthroponyme Dolo, répandu dans l'évêché de Saint-Brieuc.
Doleu en gallo.

## Histoire
Dolo est qualifiée de paroisse dès 1231. 
Elle connaît une évolution de son nom, sous les formes "Dolou" et "Dollou", pour revenir à Dolo. La famille seigneuriale qui prend le patronyme de Dolo, suivra la même évolution personnelle de son nom (jusqu'à ce qu'elle s'écrive également Dohollou). Elle occupait le manoir du Lou (qui abrite aujourd'hui la communauté de communes). Par la suite, cette famille de la noblesse bretonne est connue pour ses membres qui sont les 1er vicomtes de Plaintel, notamment[réf. nécessaire].
Le seigneur du Lou rendait justice dans son auditoire couvert d'ardoises au bourg de Dolo ; il disposait de trois piliers de justice.
Appartenant sous l'Ancien Régime au diocèse de Saint-Brieuc, Dolo a élu sa première municipalité au cours du 1er trimestre de 1790.

### Le XXe siècle

#### La Première Guerre Mondiale
Le Monument aux Morts de Dolo fait état de 46 soldats Morts pour la France, dont 1 disparu en mer

## Lieux et monuments
- Église Saint-Lezin
- Manoir du Lou, XIIe siècle

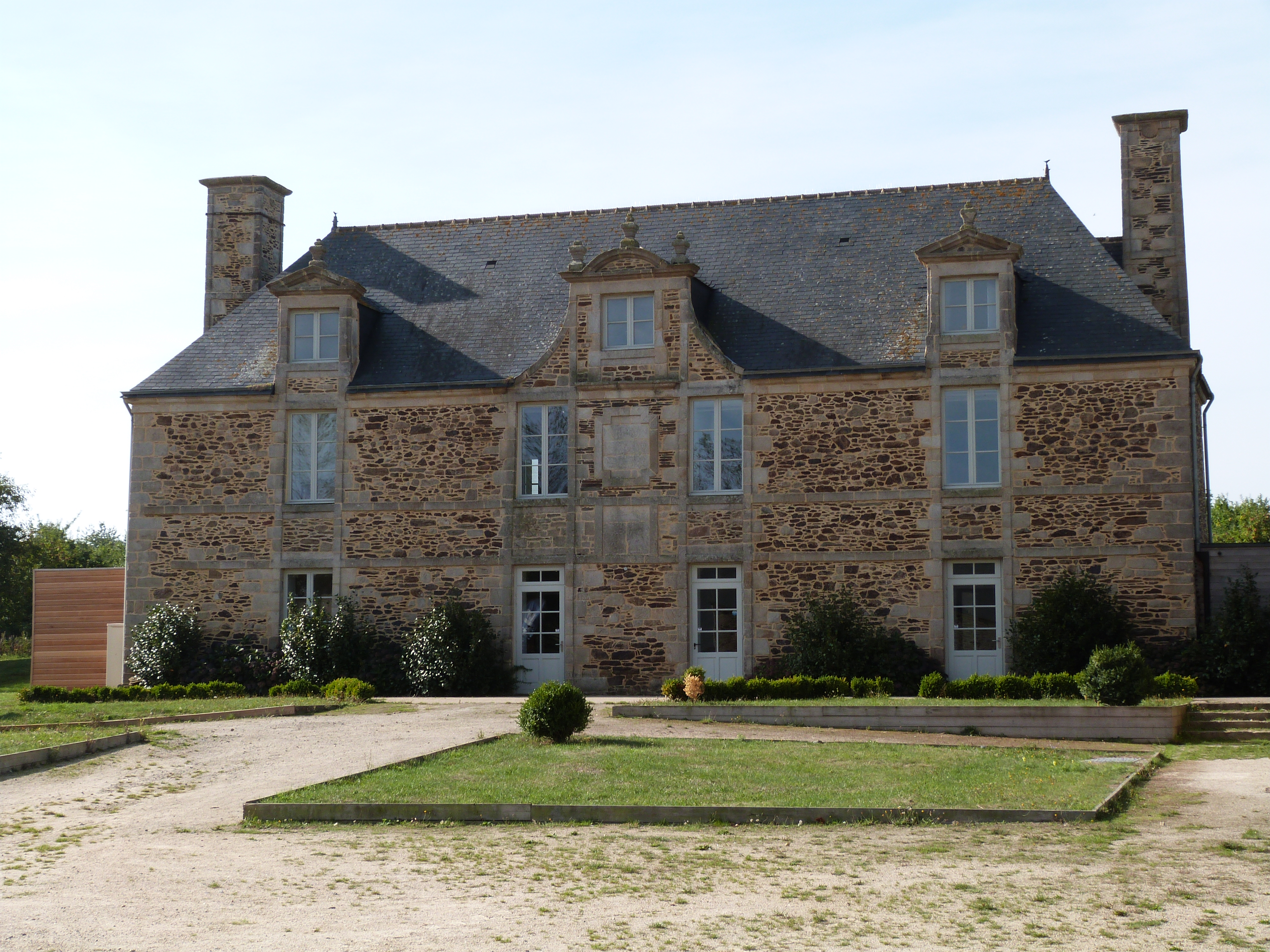
Le manoir du Lou

Le Manoir du Lou est construit au XIIe siècle, par la famille noble de Dolo (connue aussi plus tard, à l'instar des changements de noms de la commune, comme Dolou, Dollou, ou encore plus tard sous Dohollou). Le nom de cette demeure seigneuriale, quant à lui, découle du nom « loch », c'est-à-dire « étang » (qui jouxte la bâtisse). 
Il fut construit avec des roches de granit et de schiste. Il est situé près de la voie romaine. Le fronton du manoir, ajouté au XVIIIe siècle, est en granit. Entre les deux fenêtres, se dessine une ouverture en forme de croix latine.
En 1994, le manoir est devenu domaine communal. Ce site naturel et paisible est agrémenté d'un parcours de santé autour de l'étang. Il est le siège de la communauté de communes Arguenon-Hunaudaye, et il abrite également un centre culturel communautaire.

## Politique et administration

### Liste des maires

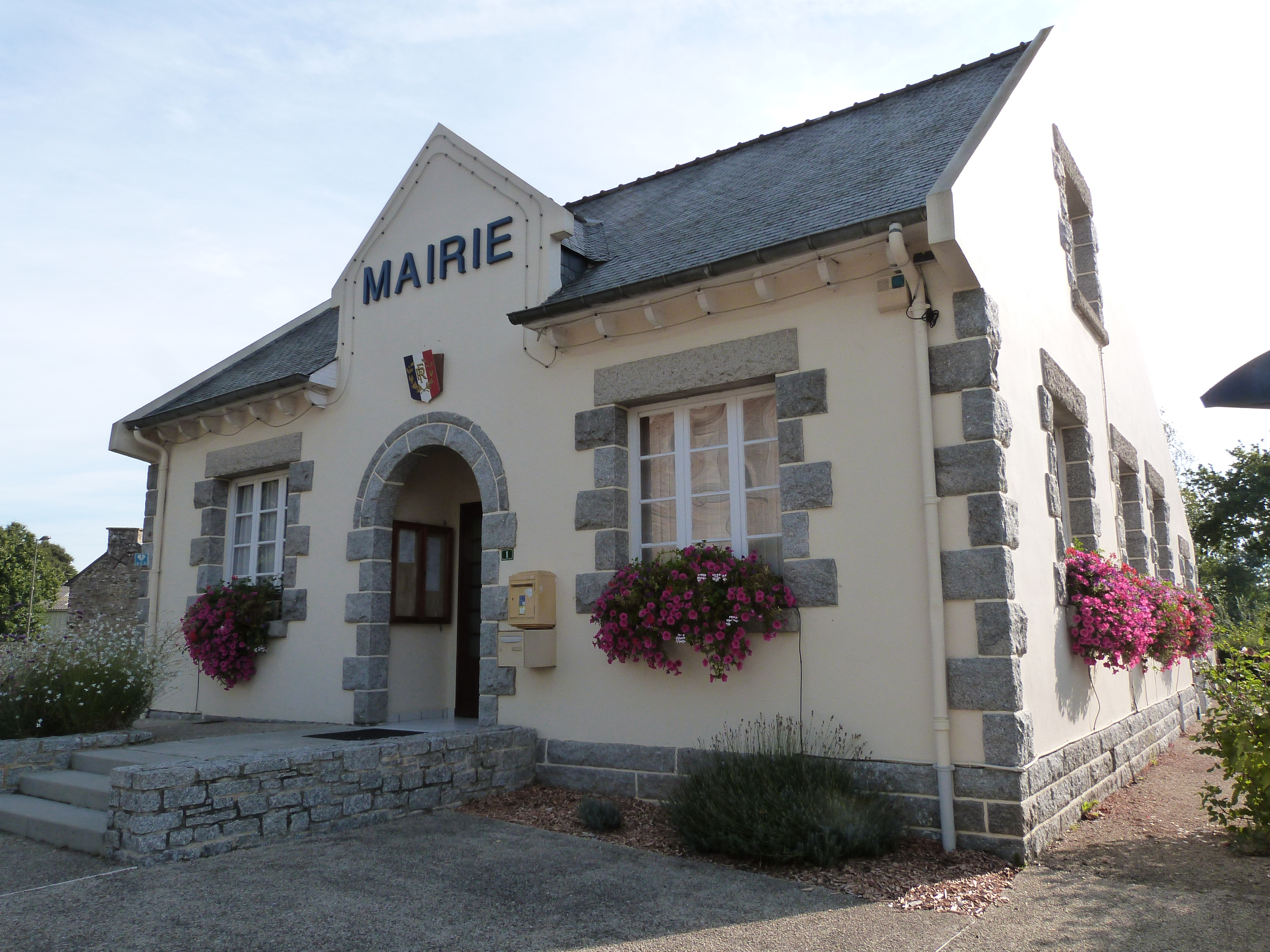
La mairie.

| Période                                  | Période       | Identité            | Étiquette          | Qualité |
| ---------------------------------------- | ------------- | ------------------- | ------------------ | --- |
| Les données manquantes sont à compléter. |               |                     |                    | |
| 1815                                     |               | Jacques Louis Henry |                    | |
| 1849                                     | 1851          | Pierre Henry        |                    | |
| 1851                                     | 1852          | Jacques Bazin       |                    | Laboureur |
| 1852                                     |               | Victor Henry        |                    | |
| 1871                                     |               | Ambroise Henry      | Républicain modéré | Propriétaire                                                                                                   |
| vers 1923                                |               | Marie-Ange Henry    | Républicain        | Conseiller d'arrondissement (1919 → 1937)                                                                      |
| Les données manquantes sont à compléter. |               |                     |                    | |
| mai 1953                                 | mars 1965     | François Rondel     |                    | |
| mars 1965                                | mars 1983     | André Rozé          |                    | |
| mars 1983                                | mars 2014     | Michel Rochefort    | PS                 | Agriculteur retraité Adjoint au maire (1977 → 1983) Vice-président de la CC Arguenon - Hunaudaye (2001 → 2014) |
| mars 2014                                | décembre 2015 | Éric Moisan         | PS                 | Inséminateur Vice-président de la CC Arguenon - Hunaudaye (2014 → 2016)                                        |

### Liste des maires délégués
| Période      | Période  | Identité    | Étiquette | Qualité                       |
| ------------ | -------- | ----------- | --------- | ----------------------------- |
| janvier 2016 | en cours | Éric Moisan | PS        | Inséminateur, premier adjoint |

## Démographie
| 1793 | 1800 | 1806 | 1821 | 1831 | 1836 | 1841 | 1846 | 1851 |
| ---- | ---- | ---- | ---- | ---- | ---- | ---- | ---- | ---- |
| 870  | 635  | 753  | 830  | 840  | 859  | 884  | 933  | 929  |

| 1856 | 1861 | 1866 | 1872 | 1876 | 1881 | 1886 | 1891  | 1896 |
| ---- | ---- | ---- | ---- | ---- | ---- | ---- | ----- | ---- |
| 910  | 954  | 973  | 908  | 958  | 977  | 986  | 1 007 | 965  |

| 1901 | 1906 | 1911 | 1921 | 1926 | 1931 | 1936 | 1946 | 1954 |
| ---- | ---- | ---- | ---- | ---- | ---- | ---- | ---- | ---- |
| 904  | 924  | 929  | 834  | 775  | 754  | 718  | 666  | 629  |

| 1962 | 1968 | 1975 | 1982 | 1990 | 1999 | 2006 | 2011 | 2013 |
| ---- | ---- | ---- | ---- | ---- | ---- | ---- | ---- | ---- |
| 595  | 513  | 518  | 480  | 467  | 426  | 513  | 632  | 672  |

## Héraldique
| Blason | Blasonnement : De gueules aux dix billettes d'argent ordonnées 4, 3, 2 et 1. |